# Esa Pirnes
Esa Pirnes (Oulu, 1º aprile 1977) è un ex hockeista su ghiaccio finlandese.

## Carriera
Nel corso della sua carriera ha indossato le maglie di Kärpät (1995-1999), Espoo Blues (1999-2001, 2005/06), Tappara (2001-2003), Los Angeles Kings (in NHL nel 2003/04), Manchester Monarchs (2003/04), Lukko (2004/05), Färjestads BK (2006-2008), Atlant Moskovskaja Oblast' (2008/09), Jokerit (2009-2011) e EV Zug (2011/12).